# Rivière Boullé
Rivière Boullé är ett vattendrag i Kanada.   Det ligger i provinsen Québec, i den sydöstra delen av landet, 200 km nordost om huvudstaden Ottawa.
I omgivningarna runt Rivière Boullé växer i huvudsak blandskog. Trakten runt Rivière Boullé är nära nog obefolkad, med mindre än två invånare per kvadratkilometer.